# Éditions de la Bagnole
Les Éditions de la Bagnole sont une maison d'édition jeunesse québécoise fondée en 2004 à Sorel-Tracy par le comédien Martin Larocque et son épouse de l'époque, l'écrivain Jennifer Tremblay.
En 2011, la maison d'édition est rachetée par le Groupe Livre Québecor Média.
À l'origine, les Éditions de la Bagnole étaient situées à Longueuil. Aujourd'hui[Quand ?], elles partagent les coordonnées des éditeurs du groupe Ville-Marie Littérature[pas clair].

## Quelques titres
Dans la collection Modèles uniques
- Dany Laferrière, Je suis fou de Vava, illustrations de Frédéric Normandin, 2006 ; Prix du Gouverneur général catégorie Littérature jeunesse de langue française - texte[1].

Dans la collection Klaxon
- Marie-Claire Séguin et Katy Lemay, Émilie la Mayou  (ISBN 9782923342009)
- Jennifer Tremblay et Rémy Simard, Un secret pour Matisse  (ISBN 9782923342016)
- Mireille Messier et Benoit Laverdière, Charlotte partout !  (ISBN 9782923342740)
- Fabrice Boulanger Ma sœur veut un zizi, 2012[2].

Dans la collection Taxi
- Janette Bertrand et Caroline Merola - Ti-boutte  (ISBN 9782923342467)

Dans la collection Bazou
- Pascal Élie - Djak au cirque  (ISBN 9782923342238)
- Pascal Élie - Djak à la mer  (ISBN 9782923342115)

Dans la collection Caravane
- Galarneau, Bergeron-Proulx et Charbonneau-Brunelle - Coco incognito  (ISBN 9782923342757)

Dans la collection Gazoline, créée en 2007
- Bryan Perro - En mer  (ISBN 9782923342146)
- Marc Auger - L'Écuyer de Valburme, volume 1: La nuit des ogres  (ISBN 9782923342283)
- Patrick Senécal - Madame Wenham  (ISBN 9782897140212)

Dans la collection Parking
- Jennifer Tremblay - La liste  (ISBN 9782923342191)
- Pierre Labrie - Le vent tout autour  (ISBN 9782923342207)

Dans la collection Édition Spéciale
- Martin Larocque - Papa pure laine  (ISBN 9782923342368)
- Marcel Leboeuf - La passion selon Marcel  (ISBN 9782923342160)
- Marie Demers - Moi c'est crotte de nez  (ISBN 9782897148317)